# Xã Kiel, Quận Lake of the Woods, Minnesota
Xã Kiel (tiếng Anh: Kiel Township) là một xã thuộc quận Lake of the Woods, tiểu bang Minnesota, Hoa Kỳ. Năm 2010, dân số của xã này là 1 người.